# Governador d'Osaka
El Governador d'Osaka (大阪府知事, Oosaka-fu Chiji) és el cap del govern de la prefectura d'Osaka i màxima autoritat política dins d'aquesta. L'actual governador d'Osaka és, des de 2019, en Hirofumi Yoshimura, del Partit de la Restauració d'Osaka.

## Llista
| Prefectura d'Osaka (1868-1947)               |                   |                                      |                        |                        |                                                                             |
| 1                                            |                   | Tadaosa Daigo (1830-1900)            | 2 de maig de 1868      | 23 de maig de 1868     | Independent                                                                 |
| 1                                            | 0 anys, 21 dies   | Tadaosa Daigo (1830-1900)            |                        |                        | Independent                                                                 |
| 2                                            |                   | Gotō Shōjirō (1838-1897)             | 23 de maig de 1868     | 4 de febrer de 1870    | Independent                                                                 |
| 2                                            | 1 any, 257 dies   | Gotō Shōjirō (1838-1897)             |                        |                        | Independent                                                                 |
| 3                                            |                   | Kiminari Nishiyotsutsuji (1838-1899) | 18 de febrer de 1870   | 20 de novembre de 1872 | Independent                                                                 |
| 3                                            | 2 anys, 276 dies  | Kiminari Nishiyotsutsuji (1838-1899) |                        |                        | Independent                                                                 |
| 4                                            |                   | Noboru Watanabe (1838-1913)          | 22 de novembre 1872    | 4 de maig de 1880      | Independent                                                                 |
| 4                                            | 7 anys, 164 dies  | Noboru Watanabe (1838-1913)          |                        |                        | Independent                                                                 |
| 5                                            |                   | Gōzō Tateno (1842-1908)              | 4 de maig de 1880      | 16 de març de 1889     | Independent                                                                 |
| 5                                            | 8 anys, 316 dies  | Gōzō Tateno (1842-1908)              |                        |                        | Independent                                                                 |
| 6                                            |                   | Sutezō Nishimura (1843-1908)         | 16 de març de 1889     | 15 de juny de 1891     | Independent                                                                 |
| 6                                            | 2 anys, 91 dies   | Sutezō Nishimura (1843-1908)         |                        |                        | Independent                                                                 |
| 7                                            |                   | Nobumichi Yamada (1833-1900)         | 15 de juny de 1891     | 10 d'octubre de 1895   | Independent                                                                 |
| 7                                            | 4 anys, 117 dies  | Nobumichi Yamada (1833-1900)         |                        |                        | Independent                                                                 |
| 8                                            |                   | Tadakatsu Utsumi (1843-1905)         | 10 d'octubre de 1895   | 13 de novembre de 1897 | Independent                                                                 |
| 8                                            | 2 anys, 34 dies   | Tadakatsu Utsumi (1843-1905)         |                        |                        | Independent                                                                 |
| 9                                            |                   | Tamemoto Tokitō (1842-1905)          | 13 de novembre de 1897 | 3 de juny de 1898      | Independent                                                                 |
| 9                                            | 0 anys, 202 dies  | Tamemoto Tokitō (1842-1905)          |                        |                        | Independent                                                                 |
| 10                                           |                   | Morikata Oki (1841-1912)             | 3 de juny de 1898      | 7 de juliol de 1898    | Independent                                                                 |
| 10                                           | 0 anys, 34 dies   | Morikata Oki (1841-1912)             |                        |                        | Independent                                                                 |
| 11                                           |                   | Kanji Kikuchi (1850-1932)            | 16 de juliol de 1898   | 8 de febrer de 1902    | Partit Constitucional                                                       |
| 11                                           | 3 anys, 207 dies  | Kanji Kikuchi (1850-1932)            |                        |                        | Partit Constitucional                                                       |
| 12                                           |                   | Chikaaki Takasaki (1853-1920)        | 8 de febrer de 1902    | 4 de setembre de 1911  | Independent                                                                 |
| 12                                           | 9 anys, 208 dies  | Chikaaki Takasaki (1853-1920)        |                        |                        | Independent                                                                 |
| 13                                           |                   | Katsutarō Inuzuka (1868-1949)        | 4 de setembre de 1911  | 30 de desembre de 1912 | Associació Pro Govern Constitucional                                        |
| 13                                           | 1 any, 117 dies   | Katsutarō Inuzuka (1868-1949)        |                        |                        | Associació Pro Govern Constitucional                                        |
| 14                                           |                   | Toshitake Okubo (1865-1943)          | 30 de desembre de 1912 | 17 de desembre de 1917 | Independent                                                                 |
| 14                                           | 4 anys, 352 dies  | Toshitake Okubo (1865-1943)          |                        |                        | Independent                                                                 |
| 15                                           |                   | Ichizō Hayashi (1867-1952)           | 17 de desembre de 1917 | 3 de febrer de 1920    | Independent                                                                 |
| 15                                           | 2 anys, 48 dies   | Ichizō Hayashi (1867-1952)           |                        |                        | Independent                                                                 |
| 16                                           |                   | Tokikazu Ikematsu (1873-1953)        | 3 de febrer de 1920    | 16 d'octubre de 1922   | Associació Pro Govern Constitucional                                        |
| 16                                           | 2 anys, 255 dies  | Tokikazu Ikematsu (1873-1953)        |                        |                        | Associació Pro Govern Constitucional                                        |
| 17                                           |                   | Kōsai Inoue (1870-1943)              | 16 d'octubre de 1922   | 15 de juny de 1923     | Independent                                                                 |
| 17                                           | 0 anys, 242 dies  | Kōsai Inoue (1870-1943)              |                        |                        | Independent                                                                 |
| 18                                           |                   | Kahei Toki (1875-1946)               | 15 de juny de 1923     | 29 de setembre de 1923 | Independent                                                                 |
| 18                                           | 0 anys, 106 dies  | Kahei Toki (1875-1946)               |                        |                        | Independent                                                                 |
| 19                                           |                   | Nozomu Nakagawa (1875-1964)          | 29 de setembre de 1923 | 17 de maig de 1927     | Independent                                                                 |
| 19                                           | 3 anys, 230 dies  | Nozomu Nakagawa (1875-1964)          |                        |                        | Independent                                                                 |
| 20                                           |                   | Harumichi Tanabe (1879-1950)         | 17 de maig de 1927     | 25 de maig de 1928     | Associació Pro Govern Constitucional                                        |
| 20                                           | 1 any, 8 dies     | Harumichi Tanabe (1879-1950)         |                        |                        | Associació Pro Govern Constitucional                                        |
| 21                                           |                   | Yūichirō Chikaraishi (1876-1933)     | 25 de maig de 1928     | 5 de juliol de 1929    | Associació Pro Govern Constitucional                                        |
| 21                                           | 1 any, 41 dies    | Yūichirō Chikaraishi (1876-1933)     |                        |                        | Associació Pro Govern Constitucional                                        |
| 22                                           |                   | Zenzaburō Shibata (1877-1943)        | 5 de juliol de 1929    | 18 de desembre de 1931 | Partit Democràtic Constitucional                                            |
| 22                                           | 2 anys, 166 dies  | Zenzaburō Shibata (1877-1943)        |                        |                        | Partit Democràtic Constitucional                                            |
| 23                                           |                   | Munenori Saitō (1881-1939)           | 18 de desembre de 1931 | 28 de juny de 1932     | Associació Pro Govern Constitucional                                        |
| 23                                           | 0 anys, 193 dies  | Munenori Saitō (1881-1939)           |                        |                        | Associació Pro Govern Constitucional                                        |
| 24                                           |                   | Shinobu Agata (1881-1942)            | 28 de juny de 1932     | 15 de gener de 1935    | Independent                                                                 |
| 24                                           | 2 anys, 201 dies  | Shinobu Agata (1881-1942)            |                        |                        | Independent                                                                 |
| 25                                           |                   | Eiji Yasui (1890-1982)               | 15 de gener de 1935    | 4 de juny de 1937      | Independent                                                                 |
| 25                                           | 2 anys, 140 dies  | Eiji Yasui (1890-1982)               |                        |                        | Independent                                                                 |
| 26                                           |                   | Kiyoshi Ikeda (1885-1966)            | 5 de juny de 1937      | 5 de setembre de 1939  | Independent                                                                 |
| 26                                           | 2 anys, 92 dies   | Kiyoshi Ikeda (1885-1966)            |                        |                        | Independent                                                                 |
| 27                                           |                   | Kiyoshi Nakarai (1888-1982)          | 5 de setembre de 1939  | 7 de gener de 1941     | Independent                                                                 |
| 27                                           | 1 any, 124 dies   | Kiyoshi Nakarai (1888-1982)          |                        |                        | Independent                                                                 |
| 28                                           |                   | Chōji Minabe (1886-1958)             | 7 de gener de 1941     | 1 de juliol de 1943    | Associació de Suport al Règim Imperial                                      |
| 28                                           | 2 anys, 175 dies  | Chōji Minabe (1886-1958)             |                        |                        | Associació de Suport al Règim Imperial                                      |
| 29                                           |                   | Kakichi Kawarada (1886-1955)         | 1 de juliol de 1943    | 1 d'agost de 1944      | Associació de Suport al Règim Imperial                                      |
| 29                                           | 1 any, 31 dies    | Kakichi Kawarada (1886-1955)         |                        |                        | Associació de Suport al Règim Imperial                                      |
| 30                                           |                   | Kiyoshi Ikeda (1885-1966)            | 1 d'agost de 1944      | 21 d'abril de 1945     | Associació de Suport al Règim Imperial                                      |
| 30                                           | 0 anys, 263 dies  | Kiyoshi Ikeda (1885-1966)            |                        |                        | Associació de Suport al Règim Imperial                                      |
| 31                                           |                   | Eiji Yasui (1890-1982)               | 21 d'abril de 1945     | 10 de juny de 1945     | Associació de Suport al Règim Imperial                                      |
| 31                                           | 0 anys, 50 dies   | Eiji Yasui (1890-1982)               |                        |                        | Associació de Suport al Règim Imperial                                      |
| 32                                           |                   | Zentarō Arai (1896-1984)             | 10 de juny de 1945     | 25 de gener de 1946    | Associació de Suport al Règim Imperial, Independent Ocupació nord-americana |
| 32                                           | 0 anys, 229 dies  | Zentarō Arai (1896-1984)             |                        |                        | Associació de Suport al Règim Imperial, Independent Ocupació nord-americana |
| Ocupació nord-americana del Japó (1947-1952) |                   |                                      |                        |                        |                                                                             |
| 33                                           |                   | Haruo Matsui (1891-1966)             | 25 de gener de 1946    | 8 de juny de 1946      | Independent Ocupació nord-americana                                         |
| 33                                           | 0 anys, 134 dies  | Haruo Matsui (1891-1966)             |                        |                        | Independent Ocupació nord-americana                                         |
| 34                                           |                   | Kōtarō Tanaka (1888-1967)            | 8 de juny de 1946      | 21 de febrer de 1947   | Independent Ocupació nord-americana                                         |
| 34                                           | 0 anys, 258 dies  | Kōtarō Tanaka (1888-1967)            |                        |                        | Independent Ocupació nord-americana                                         |
| 35                                           |                   | Takekuni Takatsuji (1896-1963)       | 11 de març de 1947     | 12 d'abril de 1947     | Independent Ocupació nord-americana                                         |
| 35                                           | 0 anys, 32 dies   | Takekuni Takatsuji (1896-1963)       |                        |                        | Independent Ocupació nord-americana                                         |
| Prefectura d'Osaka (1947-)                   |                   |                                      |                        |                        |                                                                             |
| 36                                           |                   | Bunzō Akama (1899-1973)              | 12 d'abril de 1947     | 25 d'abril de 1959     | Partit Liberal del Japó, Partit Liberal Democràtic                          |
| 36                                           | 11 anys, 348 dies | Bunzō Akama (1899-1973)              |                        |                        | Partit Liberal del Japó, Partit Liberal Democràtic                          |
| 37                                           |                   | Gisen Satō (1899-1985)               | 25 d'abril de 1959     | 23 d'abril de 1971     | Partit Liberal Democràtic                                                   |
| 37                                           | 11 anys, 363 dies | Gisen Satō (1899-1985)               |                        |                        | Partit Liberal Democràtic                                                   |
| 38                                           |                   | Ryōichi Kuroda (1911-2003)           | 23 d'abril de 1971     | 23 d'abril de 1979     | Partit Comunista del Japó                                                   |
| 38                                           | 8 anys, 0 dies    | Ryōichi Kuroda (1911-2003)           |                        |                        | Partit Comunista del Japó                                                   |
| 39                                           |                   | Sakae Kishi (1922-2011)              | 23 d'abril de 1979     | 23 d'abril de 1991     | Independent                                                                 |
| 39                                           | 12 anys, 0 dies   | Sakae Kishi (1922-2011)              |                        |                        | Independent                                                                 |
| 40                                           |                   | Kazuo Nakagawa (1926)                | 23 d'abril de 1991     | 23 d'abril de 1995     | Independent                                                                 |
| 40                                           | 4 anys, 0 dies    | Kazuo Nakagawa (1926)                |                        |                        | Independent                                                                 |
| 41                                           |                   | Isamu Yamada (1932-2007)             | 23 d'abril de 1995     | 28 de desembre de 1999 | Independent                                                                 |
| 41                                           | 4 anys, 249 dies  | Isamu Yamada (1932-2007)             |                        |                        | Independent                                                                 |
| 42                                           |                   | Fusae Ota (1951)                     | 6 de febrer de 2000    | 6 de febrer de 2008    | Independent                                                                 |
| 42                                           | 8 anys, 0 dies    | Fusae Ota (1951)                     |                        |                        | Independent                                                                 |
| 43                                           |                   | Tōru Hashimoto (1969)                | 6 de febrer de 2008    | 1 de novembre de 2011  | Partit de la Restauració d'Osaka                                            |
| 43                                           | 3 anys, 268 dies  | Tōru Hashimoto (1969)                |                        |                        | Partit de la Restauració d'Osaka                                            |
| 44                                           |                   | Ichirō Matsui (1964)                 | 28 de novembre de 2011 | 24 de març de 2019     | Partit de la Restauració d'Osaka                                            |
| 44                                           | 7 anys, 116 dies  | Ichirō Matsui (1964)                 |                        |                        | Partit de la Restauració d'Osaka                                            |
| 45                                           |                   | Hirofumi Yoshimura (1975)            | 8 d'abril de 2019      | -                      | Partit de la Restauració d'Osaka                                            |
| 45                                           | En el càrrec      | Hirofumi Yoshimura (1975)            |                        |                        | Partit de la Restauració d'Osaka                                            |

## Eleccions

### 1947
| Candidat | Candidat          | Partit                     | Percentatges | Percentatges |
| Candidat | Candidat          | Partit                     | Vots         | %            |
| -------- | ----------------- | -------------------------- | ------------ | ------------ |
|          | Bunzō Akama       | Partit Liberal del Japó    | 446.509      | 47,20        |
|          | Katsuki Tamotsu   | Partit Socialista del Japó | 389.526      | 41,18        |
|          | Shigeo Shida      | Partit Comunista del Japó  | 59.896       | 6,33         |
|          | Kōzō Mitsubayashi | Independent                | 50.005       | 5,29         |

### 1951
| Candidat | Candidat          | Partit                     | Percentatges | Percentatges |
| Candidat | Candidat          | Partit                     | Vots         | %            |
| -------- | ----------------- | -------------------------- | ------------ | ------------ |
|          | Bunzō Akama       | Partit Liberal del Japó    | 884.919      | 57,38        |
|          | Motojirō Sugiyama | Partit Socialista del Japó | 636.744      | 41,28        |
|          | Rokuzaemon Yamada | Partit Comunista del Japó  | 20.714       | 1,34         |

### 1955
| Candidat | Candidat        | Partit                                    | Percentatges | Percentatges |
| Candidat | Candidat        | Partit                                    | Vots         | %            |
| -------- | --------------- | ----------------------------------------- | ------------ | ------------ |
|          | Bunzō Akama     | Partit Liberal-Partit Democràtic del Japó | 901.611      | 52,98        |
|          | Tadayoshi Obata | Independent                               | 800.132      | 47,02        |

### 1959
| Candidat | Candidat        | Partit                    | Percentatges | Percentatges |
| Candidat | Candidat        | Partit                    | Vots         | %            |
| -------- | --------------- | ------------------------- | ------------ | ------------ |
|          | Gisen Satō      | Partit Liberal Democràtic | 1.004.575    | 50,39        |
|          | Tadayoshi Obata | Independent               | 989.151      | 49,61        |

### 1963
| Candidat | Candidat           | Partit                    | Percentatges | Percentatges |
| Candidat | Candidat           | Partit                    | Vots         | %            |
| -------- | ------------------ | ------------------------- | ------------ | ------------ |
|          | Gisen Satō         | Partit Liberal Democràtic | 1.292.939    | 53,43        |
|          | Tadayoshi Obata    | Independent               | 1.049.910    | 43,39        |
|          | Masanori Morishita | Independent               | 57.920       | 2,39         |
|          | Yoshisaburō Fujii  | Independent               | 19.040       | 0,79         |

### 1967
| Candidat | Candidat          | Partit                    | Percentatges | Percentatges |
| Candidat | Candidat          | Partit                    | Vots         | %            |
| -------- | ----------------- | ------------------------- | ------------ | ------------ |
|          | Gisen Satō        | Partit Liberal Democràtic | 1.667.551    | 72,38        |
|          | Masato Sugawara   | Independent               | 339.902      | 14,75        |
|          | Hiromu Murakami   | Partit Comunista del Japó | 260.661      | 11,31        |
|          | Yoshisaburō Fujii | Independent               | 35.872       | 1,56         |

### 1971
| Candidat | Candidat          | Partit                    | Percentatges | Percentatges |
| Candidat | Candidat          | Partit                    | Vots         | %            |
| -------- | ----------------- | ------------------------- | ------------ | ------------ |
|          | Ryōichi Kuroda    | Independent (PSJ, PCJ)    | 1.558.170    | 49,77        |
|          | Gisen Satō        | Partit Liberal Democràtic | 1.533.263    | 48,98        |
|          | Yoshisaburō Fujii | Independent               | 39.248       | 1,25         |

### 1975
| Candidat | Candidat           | Partit                          | Percentatges | Percentatges |
| Candidat | Candidat           | Partit                          | Vots         | %            |
| -------- | ------------------ | ------------------------------- | ------------ | ------------ |
|          | Ryōichi Kuroda     | Independent (PCJ)               | 1.494.040    | 42,08        |
|          | Hiroshi Yukawa     | Independent (PLD)               | 1.043.702    | 29,40        |
|          | Masami Takeuchi    | Independent (PSJ, Kōmeitō, PDS) | 947.664      | 26,69        |
|          | Masanori Morishita | Independent                     | 21.810       | 0,62         |
|          | Toshio Ueda        | Independent                     | 16.703       | 0,47         |
|          | Gan Takada         | Grup Nacional Anticomunista     | 12.597       | 0,36         |
|          | Takayuki Tsujida   | Independent                     | 7.558        | 0,21         |
|          | Tsuneshō Tsujida   | Independent                     | 3.900        | 0,11         |
|          | Takeshi Yasugi     | Independent                     | 2.262        | 0,06         |

### 1979
| Candidat | Candidat       | Partit            | Percentatges | Percentatges |
| Candidat | Candidat       | Partit            | Vots         | %            |
| -------- | -------------- | ----------------- | ------------ | ------------ |
|          | Sakae Kishi    | Independent       | 1.792.856    | 51,41        |
|          | Ryōichi Kuroda | Independent (PCJ) | 1.671.812    | 47,94        |
|          | Tomio Ueno     | Independent       | 22.857       | 0,65         |

### 1983
| Candidat | Candidat         | Partit      | Percentatges | Percentatges |
| Candidat | Candidat         | Partit      | Vots         | %            |
| -------- | ---------------- | ----------- | ------------ | ------------ |
|          | Sakae Kishi      | Independent | 2.173.263    | 63,02        |
|          | Tokuji Kameda    | Independent | 1.250.374    | 36,26        |
|          | Nobuaki Egashira | Independent | 24.718       | 0,72         |

### 1987
| Candidat | Candidat          | Partit      | Percentatges | Percentatges |
| Candidat | Candidat          | Partit      | Vots         | %            |
| -------- | ----------------- | ----------- | ------------ | ------------ |
|          | Sakae Kishi       | Independent | 2.224.379    | 66,66        |
|          | Tetsuya Kadohashi | Independent | 1.112.660    | 33,34        |

### 1991
| Candidat | Candidat          | Partit      | Percentatges | Percentatges |
| Candidat | Candidat          | Partit      | Vots         | %            |
| -------- | ----------------- | ----------- | ------------ | ------------ |
|          | Kazuo Nakagawa    | Independent | 2.064.708    | 68,16        |
|          | Tetsuya Kadohashi | Independent | 964.554      | 31,84        |

### 2015
| Candidat | Candidat        | Partit                           | Percentatges | Percentatges |
| Candidat | Candidat        | Partit                           | Vots         | %            |
| -------- | --------------- | -------------------------------- | ------------ | ------------ |
|          | Ichirō Matsui   | Partit de la Restauració d'Osaka | 2.025.387    | 64,1         |
|          | Takako Kurihara | Independent (PLD)                | 1.051.174    | 33,3         |
|          | Yukinori Mima   | Independent                      | 84.762       | 2,7          |

### 2019
| Candidat | Candidat           | Partit                           | Percentatges | Percentatges |
| Candidat | Candidat           | Partit                           | Vots         | %            |
| -------- | ------------------ | -------------------------------- | ------------ | ------------ |
|          | Hirofumi Yoshimura | Partit de la Restauració d'Osaka | 2.266.103    | 64,4         |
|          | Tadakazu Konishi   | Independent (PLD, KMT)           | 1.254.200    | 35,6         |